# پرسه‌زدن با قصد (فیلم)
پرسه‌زدن با قصد (به انگلیسی: Loitering with Intent) فیلمی محصول سال ۲۰۱۴ و به کارگردانی آدام رپ است. در این فیلم بازیگرانی همچون ایوان مارتین، مایکل گودره، سم راکول، برایان گراتی، ایزابل مکنالی، مریسا تومی، ناتاشا لیون، بریتنی اولدفورد و آیا کش ایفای نقش کرده‌اند.